# Leptotyphlops pitmani
Leptotyphlops pitmani — вид змій родини струнких сліпунів (Leptotyphlopidae). Мешкає в регіоні Африканських Великих озер.

## Поширення і екологія
Leptotyphlops pitmani поширені у північних околицях озера Вікторія, на території Уганди, північної Руанди, західної Кенії і північно-західної Танзанії. Вони живуть в саванах, на висоті від 1250 до 1830 м над рівнем моря. Ведуть риючий спосіб життя. Відкладають яйця.